# Cantone dei cavalieri del Basso Reno
Il cantone dei cavalieri del Basso Reno (in tedesco Ritterkanton Niederrhein) fu un circolo di cavalieri del Sacro Romano Impero appartenente al Circolo dei cavalieri della Renania.

## Confini
L'area del cantone del Basso Reno si estendeva lungo la regione del Basso Reno, in Renania.

## Storia
Il cantone dei cavalieri del Basso Reno venne creato a partire dal XVI secolo in Germania, in Renania. Esso aveva sede nella città di Coblenza, dove si trovava la Ritterhaus.
A differenza di altri cantoni cavallereschi che vennero chiusi solo col crollo del Sacro Romano Impero, la mediatizzazione degli stati principeschi e la soppressione infine dei circoli cavallereschi il 16 agosto 1806, quello del Basso Reno venne chiuso già dal 1801 con la pace di Luneville quando l'intera area del Basso Reno passò alla Francia.

## Famiglie dei cavalieri imperiali del cantone del Basso Reno
- signori von Adendorf
- signori von Angelach (1720)
- baroni Boos von Waldeck
- baroni von Bömelberg zu Boineburg
- Baroni von Breidbach
- baroni Burscheid von Büllesheim
- conti Clodt zu Ehrenberg
- baroni von Dalberg (zu Dalberg, zu Herrnsheim, zu Hassloch, zu Essingen)
- baroni von Dalwigk zu Lichtenfels Boisdorf
- conti von Degenfeld Schomburg auf Eybach (1716)
- baroni von Dienheim auf Dienheim
- baroni von Droste zu Senden
- signori von Ehrenburg
- conti von und zu Eltz genannt zu Faust von Stromberg (auf Rübenach, auf Rodendorf -1786, auf Kempenich)
- baroni von Forstmeister zu Gelnhausen
- barone von Fürstenwärther zu Meisenheim auf Durchroth
- baroni von Heddesdorf
- baroni von Hees
- baroni von Hompesch zu Kürich
- conti von Ingelheim genannt Echter von und zu Mespelbrunn
- signori von Kellenbach
- baroni von Kesselstatt
- baroni von Kerpen zu Rühlingen

- conti von der Leyen
- baroni Löe von und zu Steinfurt
- abati del monastero di Marienberg
- conte Meerscheid von Hillesheim zu Weipe und Ahrenthal
- conti (Scheiffart) de Merode van Oslen  zu Westerloo (1622)
- conte von Merveldt zu Lambeck
- signori Metz von Quirnheim
- baroni von Nesselrath
- baroni von Reifenberg
- signori Requile
- baroni de Rohan Soubise zu Mattsfall
- baroni von Roll Bernau zu Bretzenheim (1744-73)
- baroni von Rollingen und Mengen zu Rollingen, contea di Chiny  -1740
- baroni von Schmidtburg zu Weiler
- conti Waldbott von Bassenheim
- baroni Weichs (zu Körtlinghausen, zu Rösberg, zu Wenne)
- Ganerbschaft Bechtolsheim (von Dalberg, Knebel, von Dienheim, von Hallberg, Sturmfeder, von Wallbrunn, Beckers, Nebel, Nordeck, von Partenheim, Mertz von Quinheim)
- Ganerbschaft Mommenheim
- Ganerbschaft Niedersaulheim (von Wallbrunn, von Langenwerth, Hundt, von Horneck, von Dienheim, von Jaxthausen, von Vorster)
- Ganerbschaft Schörnsheim
- Ganerbschaft Burchenau (Fulda): von Burchenau, von Boinenburg, abate di Fulda, Schenk von Schweinberg genannt Burgbau
- signoria condominiale di Ahrenthal: (XVI sec) von Wildberg, Effern (1702), von Meerscheid, von Spee
- Hohenfeld
- Hüttersdorf
- Signori von Illingen
- Baroni von Breiten-Landenberg
- Signori di Lösnich
- Signori di Medelsheim
- Baroni von Reifenberg